# Cristina Maristany
Cristina Maristany, nascida Cristina Navarro de Andrade Costa (Porto, 11 de agosto de 1906 — Rio Claro, 27 de setembro de 1966) foi uma soprano luso-brasileira.
A família de Cristina transferiu-se para o Brasil ainda em sua primeira infância. Estudou com Cândida Kendall. Aperfeiçoou-se na Europa na Casa da Ópera de Moscou. Em 1950 atuou em Roma e Paris.
Foi membro-intérprete da Academia Brasileira de Música, recebendo, em 1965, a medalha Carlos Gomes.